# (5035) Swift
(5035) Swift és un asteroide que pertany al cinturó d'asteroides, descobert el 18 d'octubre de 1991 per Seiji Ueda i l'astrònom Hiroshi Kaneda des del Kushiro Marsh Observatory, Hokkaido, Japó.
Designat provisionalment com 1991 UX. Va ser nomenat Swift en honor caçador d'estels nord-americà Lewis Swift, un dels seus primers descobriments va ser 109P/Swift-Tuttle (cos generador de la pluja de meteors dels Perseids). Va descobrir el seu últim cometa a l'edat de 79 anys.
Swift està situat a una distància mitjana del Sol de 2,610 ua, i pot allunyar-se'n fins a 3,016 ua i acostar-s'hi fins a 2,203 ua. La seva excentricitat és 0,155 i la inclinació orbital 13,51 graus. Empra 1540,40 dies a completar una òrbita al voltant del Sol. La magnitud absoluta de Swift és 12,3. Té 8,859 km de diàmetre i té una albedo estimada de 0,316.